# SMI Mid
Le SMI Mid (SMIM) est un indice boursier calculé et diffusé par SIX Swiss Exchange. Il liste les 30 plus grandes capitalisations boursières Suisses qui suivent celles du Swiss Market Index.
Lancé le 31 décembre 1999 avec une base de 1 000 points, il regroupe les trente valeurs dont l'importance suit les vingt valeurs composant le Swiss Market Index. Elles sont à ce titre candidates pour intégrer l'indice principal ou viennent d'en sortir à la suite d'une modification dans la composition du Swiss Market Index. Total du Swiss Market Index et le SMI Mid couvre plus de 90 % de la capitalisation du marché des entreprises suisses cotées en bourse.